# Метагеноміка

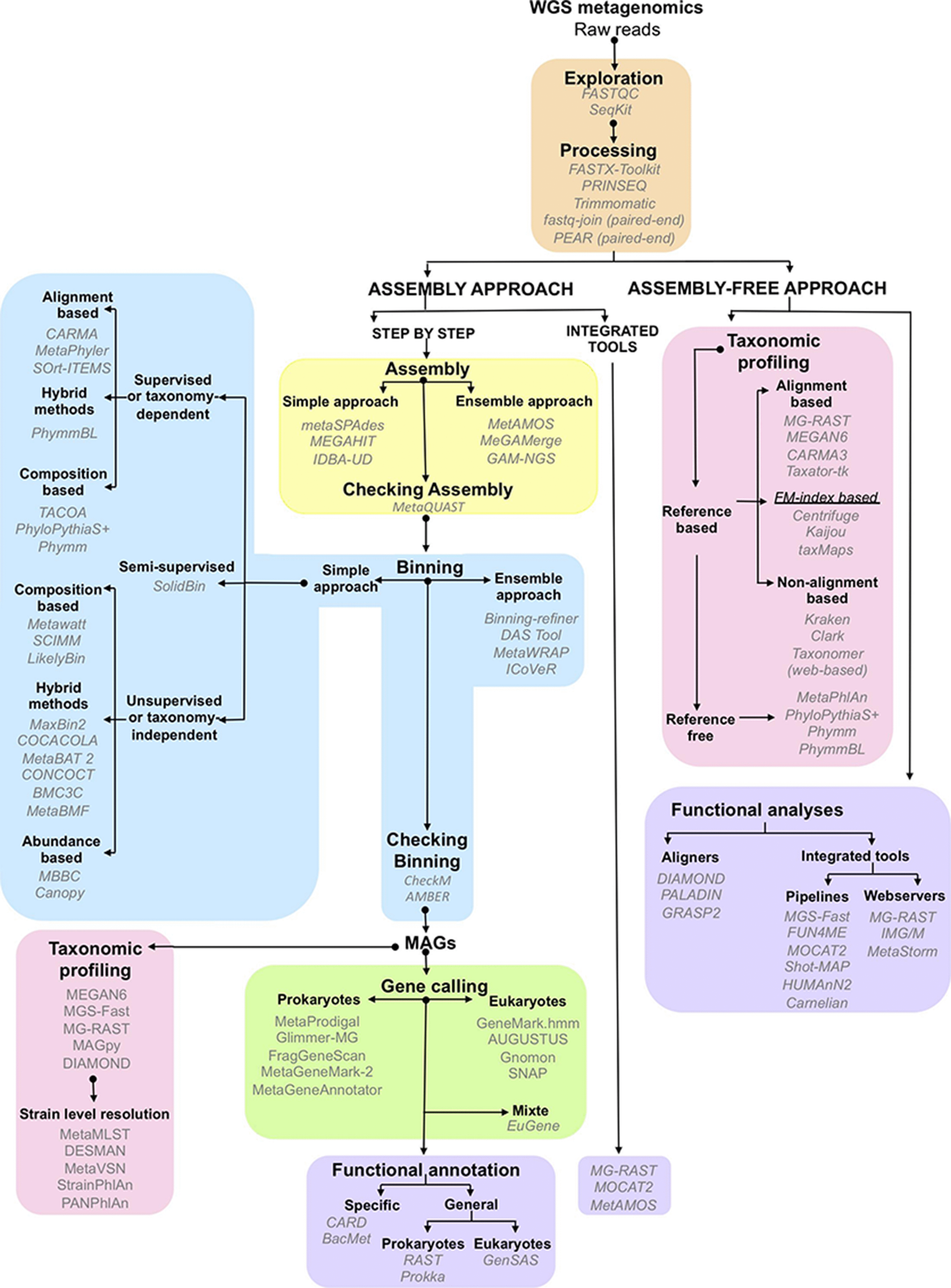
Метагеномні підходи в

Метагеноміка (екологічна геноміка, метагеномний аналіз) — галузь генетики та мікробіології, що вивчає генетичний матеріал спільнот мікроорганізмів, отриманий безпосередньо зі зразків навколишнього середовища, таких як ґрунт, вода чи мікробіом тіла людини.
Метагеномний аналіз, зазвичай, використовується для дослідження спільнот прокаріот, інколи вірусів, рідше еукаріот. Використовуючи передові технології секвенування та обчислювальні методи, метагеноміка розкриває повну картину колективної генетичної інформації, присутньої в мікробній спільноті, відомої як метагеном.
Значення метагеноміки поширюється на різні дисципліни, включаючи екологію, біотехнологію, медицину, агрономію і науку про навколишнє середовище. Метагеноміка дозволяє дослідникам відкривати нові гени, відкривати нові мікробні види, розуміти взаємодію спільноти, вивчати функції екосистеми та досліджувати роль мікробів у здоров’ї та хворобах людини, тварин та здоров'ї екосистем.
Крім того, метагеноміка розширила можливості для дослідження мікробних спільнот у різноманітних середовищах, проливаючи світло на їх фундаментальну роль у кругообігу поживних речовин, біоремедіації та підтримці екологічного балансу. У медицині це полегшило ідентифікацію мікробних біомаркерів, пов’язаних із захворюваннями, проклавши шлях для нових діагностичних інструментів, методів лікування та глибшого розуміння впливу людського мікробіому та, зокрема, мікробіоти кишки на здоров’я.

## Історія
- Norman R. Pace — ПЛР вивчення різноманітності 16S рДНК бактерій в пробах навколишнього середовища.
- 1985 р. Norman R. Pace — Ідея прямого клонування ДНК з природного середовища.
- 1991 р. Norman R. Pace — Перший аналіз 16S рДНК угрупування морського пікопланктону шляхом клонування у фаговий вектор і секвенування.
- 1995 р. Healy, F. G — Виділення функціонально активних генів з сконструйованої метагеномної бібліотеки.
- 1996 р. E. F. DeLong — Започаткування створення метагеномних бібліотек 16S рДНК морських прокаріотів.
- 1998 р. Jo Handelsman — Перші успішні конструювання бібліотек з ґрунтової ДНК. Впровадження терміну «метагеноміка».

## Принципи

### Відбір і підготовка зразків
- Неізольовані зразки: на відміну від традиційних методів, які зосереджені на ізольованих культурах, метагеноміка передбачає збір генетичного матеріалу безпосередньо зі складних зразків навколишнього середовища, таких як ґрунт, вода або мікробіоми.
- Методи збереження: Належні методи збереження мають вирішальне значення для збереження цілісності генетичного матеріалу під час відбору зразків і транспортування.

### Екстракція та секвенування ДНК
- Неупереджене виділення ДНК: Метою методів є виділення ДНК із різноманітних мікроорганізмів у зразку без упередження щодо конкретних видів чи типів.
- Технології секвенування: використання передових платформ секвенування (наприклад, секвенування наступного покоління[en]) для аналізу генетичного матеріалу зі зразків, що дозволяє одночасно охарактеризувати всі геноми в спільноті.

### Біоінформатика та аналіз даних
- Збірка та анотація: обчислювальні інструменти використовуються для збірки та анотації[en] отриманих генетичних послідовностей, реконструкції окремих геномів зі складних сумішей.
- Таксономічне та функціональне профілювання: присвоєння таксономічної ідентичності та ідентифікація функціональних генів у наборі метагеномних даних за допомогою біоінформаційних алгоритмів[14][15].

### Порівняльний аналіз та інтерпретація
- Порівняння наборів даних: порівняння наборів метагеномних даних у різних зразках або середовищах для виявлення подібностей, відмінностей і закономірностей у мікробних спільнотах.
- Екологічні та функціональні ідеї: отримання уявлень про екологію, функції та взаємодію мікробних спільнот у різноманітних середовищах.

### Використання та інтеграція бази даних
- Довідкові бази даних: використання існуючих баз даних[15][16][17][18] і еталонних геномів для допомоги в ідентифікації та анотації послідовностей у метагеномних даних.
- Інтеграція багатьох джерел даних: включення інших даних -омік (метатранскриптоміка[19][20][21], метапротеоміка[22][23] тощо), щоб отримати більш повне розуміння мікробної спільноти та її діяльності.[24][25][26][27]

### Експериментальна перевірка та подальші дослідження
- Експериментальне підтвердження: Проведення подальших досліджень, включаючи культивування конкретних організмів або цілеспрямовані експерименти, для підтвердження результатів і розуміння функціональної ролі ідентифікованих генів або мікробних популяцій.
- Поздовжні дослідження: Проведення поздовжніх досліджень для моніторингу змін у мікробних спільнотах з часом або у відповідь на фактори навколишнього середовища, стан здоров’я людини тощо.[28][29][30]

## Застосування

### Екологічні дослідження
- Мікробне різноманіття: характеристика мікробних спільнот у різних середовищах (ґрунт[8][9][31][32][33][34], прісні води[35], океани, стічні води[36], екстремальні середовища[37][38][39]) для розуміння біорізноманіття та динаміки екосистем.[36][40]
- Біогеохімічний цикл: вивчення ролі мікробів у кругообігу поживних речовин, поглинанні вуглецю та деградації забруднюючих речовин (біоремедіація).[41][42][35]

### Здоров'я людини та медицина
- Дослідження мікробіома людини: вивчення складу та функції мікробних спільнот в організмі людини (кишечник, шкіра, ротова порожнина) та їх вплив на здоров’я та захворювання.[1][43][44][45][46]
- Біомаркери захворювань: ідентифікація мікробних сигнатур, пов’язаних із захворюваннями (наприклад, запальним захворюванням кишечника, ожирінням) для діагностичних і терапевтичних цілей.[47][48][49][50][7]

### Сільське господарство, агрономія та харчова промисловість
- Взаємодія рослин і мікробів: вивчення мікробних спільнот у ґрунті та коренях рослин для підвищення продуктивності сільського господарства, стійкості до хвороб і поглинання поживних речовин.[51][52][53][54][55]
- Безпека та якість харчових продуктів: Оцінка мікробних спільнот у виробництві та переробці харчових продуктів для покращення заходів безпеки та контролю якості.[56][57]

### Біотехнологія, біофармакологія та розробка ліків
- Ідентифікація нових ферментів: виявлення ферментів і біологічно активних сполук із різних мікробних спільнот для промислового застосування (біокаталіз).[6][58][59]
- Спостереження за резистентністю до антибіотиків: моніторинг і розуміння поширення та механізмів стійкості до антибіотиків у мікробних популяціях.[60][61][13]

### Охорона навколишнього середовища та біоремедіація
- Біологічний розпад забруднювачів: визначення мікробних спільнот, здатних розкладати забруднювачі навколишнього середовища та розробка стратегій біоремедіації.[62][63][64] (див. також Біологічний окислювач)
- Відновлення екосистем: Оцінка мікробного різноманіття для відновлення та збереження екосистем у забруднених або порушених середовищах.[12][65]

### Біоенергетика та відновлювані ресурси
- Виробництво біопалива: вивчення мікробних спільнот для розробки біопалива в біоенергетиці та циркулярній біоекономіці.[66][67][68] (див. також Мікробні паливні елементи[69][70])
- Переробка відходів: використання мікробних спільнот у процесах поводження з відходами та обробки для ефективного розкладання, наприклад, пластику[71][72], стічних вод[73][74], та всіх інших відходів.[75][76][77][78][79]

### Еволюційні та екологічні дослідження
- Еволюційні зв'язки: розуміння еволюційних зв'язків між мікроорганізмами та їх адаптації до мінливого середовища.[80][81][82]
- Екологічні взаємодії: Дослідження взаємодії мікробів та їхньої ролі у формуванні екосистем і динаміки спільноти.[83][84][85]

### Охорона здоров'я та епідеміологія
- Спостереження за патогенами: моніторинг і відстеження наявності та поширення патогенів у навколишньому середовищі та клінічних умовах для цілей епідеміології та охорони здоров’я.[86][87]

### Біомедичні дослідження
- Фармакогеноміка: Виявлення мікробних факторів, що впливають на метаболізм ліків та ефективність для персоналізованих підходів до медицини.[88][89][90]
- Мікробна терапія[91]: розробка мікробної терапії (пребіотики, пробіотики, трансплантація фекальної мікробіоти[92][93][94]) для різних захворювань.[95][96][97]

### Астробіологія та дослідження космосу
- Екстремальні середовища: вивчення екстремофілів і мікробного життя в екстремальних середовищах на Землі як аналогів потенційного позаземного життя.[37][38][39]
- Дослідження космосу: астробіологіна (астро-мікробіологічна[en][98]) оцінка мікробного різноманіття та потенційних ризиків для здоров’я екіпажу в космічних кораблях.[99][100][101][102][103][104][105]

## Методи

### Традиційний метод
Секвенування за Сенгером найпоширеніший спосіб в наш час.
Вектори що використовуються для метагеномного аналізу:
- Штучні бактеріальні хромосоми (англ. bacterial artificial chromosome, BAC)
- Фазміди
- Невеликі вектори (shotgun сіквенс)

### Нові методи
Нові методи секвенування, є дуже перспективними, вони швидко поширюються. Для них характерним є висока швидкість зчитування послідовності ДНК, і відсутність векторів.
- Піросеквенування по Ротбергу (454)
- Полоні-секвенування

### Функціональна метагеноміка
метод метагеномного аналізу, який базується на визначенні клонів, що експресуються.
Принцип функціонального якоря дозволяє ідентифікувати гени чию функцію неможливо визначити на основі послідовності ДНК
- Ідентифікація клонів, що проявляють відомі функції
- Характеристика генів відповідальних за функції
- Секвенування активних клонів і визначення філогенетичного функціонального і геномного контексту для функціональних генів

## Додаткова література

### Книги
- N. Hozzein, Wael, ред. (25 березня 2020). Metagenomics - Basics, Methods and Applications (англ., відкритий доступ по главам). IntechOpen. ISBN 978-1-83880-055-0.
- Streit, Wolfgang R.; Daniel, Rolf, ред. (2017). Metagenomics: Methods and Protocols. Methods in Molecular Biology (англ.) 1539. Springer New York. ISBN 978-1-4939-6689-9.

### Журнали
Деякі з наукових журналів, що висвітлюють дослідження метагеноміки:
- Microbiome (BioMed Central)
- Environmental Microbiology (Wiley-Blackwell)
- Applied and Environmental Microbiology (American Society for Microbiology)
- Environmental Microbiology Reports (Wiley-Blackwell)
- Environmental Microbiomes (BioMed Central)
- The ISME Journal (Nature Portfolio)
- mSystems (American Society for Microbiology)
- Genome Biology (BioMed Central)
- Frontiers in Microbiology (Frontiers Media)
- PLoS Computational Biology (Public Library of Science)
- BMC Genomics (BioMed Central)

### Статті
- Підбірка статей Metagenomics (Nature Portfolio)
- Pavlopoulos, Georgios A.; Baltoumas, Fotis A.; Liu, Sirui та ін. (2023-10). Unraveling the functional dark matter through global metagenomics. Nature (англ.) 622 (7983). с. 594–602. doi:10.1038/s41586-023-06583-7.
- Chiu Charles Y.; Miller Steven A. (2019-06). Clinical metagenomics. Nature Reviews Genetics (англ.) 20 (6). с. 341–355. doi:10.1038/s41576-019-0113-7.
- Florian P Breitwieser, Jennifer Lu, Steven L Salzberg. (2019). A review of methods and databases for metagenomic classification and assembly. Briefing in Bioinformatics. doi:10.1093/bib/bbx120.